# Томас Карлайл
Томас Карлайл (на английски: Thomas Carlyle, 1795 – 1881) е шотландски писател, философ, историк-медиевист.

## Произход и младежки години
Роден е в обикновено селско семейство. Родителите му – ревностни калвинисти, го насочват към духовна кариера. На 14 години постъпва в Единбургския университет. Не желаейки свещеническо поприще, след завършване на университета става учител по математика в провинцията, но скоро се завръща в Единбург. Изхранвайки се от случайни литературни поръчки, известно време се занимава усилено с право, готвейки се в същото време за адвокат, но и това намерение захвърля набързо, увличайки се сериозно от немска литература.

## Съчинения върху германската литература
Преводът на Гьоте „Вилхелм Майстер“, през 1824 г., и „Животът на Шилер“, през 1825 г., са първите големи трудове на Карлайл. След тях следват критическите очерци и преводи на Жан Паул, Ернст Теодор Амадеус Хофман, Лудвиг Тик, Фуке и др., характеристики на Волтер в либералния „Единбург Ревю“. В същия „Единбург Ревю“, в началото на 30-те години, се появява неговата първа статия от по-общ характер, „Белезите на времето“, в дисонанс с либералния характер на списанието. Следващата статия, „Тейфелсдрек“, превърнала се впоследствие в книгата „Sartor Resartus“, а също и „История на немската литература“, не са приети за публикуване от нито един издател, тъй като идеите на Карлайл не отговаряли на духа на времето. По тази причина „Sartor Resartus“ е издадена в САЩ по-рано, отколкото във Великобритания.

## Историческо-философски трудове
Със същата оригиналност, както и предните произведения, се отличават неговата „История на френската революция“ („French Revolution, a history“, 1837), острият памфлет „Чартизъм“ (1839), лекциите за героите и героическото в историята („On Heroes and Hero Worship and the Heroic in History“, 1841) и историко-философските разсъждения „Past and present“ (1843).
Не подхождайки към нито една от утвърдените политически партии, Карлайл се чувства сам и известно време замисля издаването на собствено списание за излагане идеите на собствения си „вярващ радикализъм“. Произведенията на Карлайл са проникнати от стремежа да се обясни прогреса на човечеството с живота на отделната издигната личност герой, да положи в основата на цивилизацията изключително нравственият дълг; политическата му програма се ограничава до проповядване на труда, нравственото чувство и вярата. Преувеличената роля на героическото в историята и недоверието в силата на институциите и опита го тласкат към формален култ на миналите времена, които били по-подходящи за героичните хора. Възгледите му са развити много добре в дванадесетте „Памфлети на последните дни“ („Latter-day pamphlets“, 1858), в които осмива еманципацията на негрите, демокрацията, филантропията, политикономическите учения и пр. Не само някогашните му врагове, но и много от предните му поклонници престават да го разбират.

## Други исторически съчинения
От всички съчинения на Карлайл най-голямо историческо значение има „Letters and Speeches of Oliver Cromwell“ (1845 – 46), с небезпристрастни коментари относно „героя“ Оливър Кромуел. Най-обширното съчинение на Карлайл – „History of Friedrich II of Prussia“ (1858 – 65), го кара да предприеме пътешествие в Германия. 
През 1847 г. излизат „Исторически и критически опити“ (сборник от статии), през 1851 г. – биографията на неговия приятел от младостта, поета Джон Стърлинг.
От 1868 до 1870 г. Карлайл издава своите пълни съчинения („Library edition“, в 34 т.). На следващата година излиза евтиното издание „People’s edition“, преиздавано многократно. Впоследствие излизат на бял свят ред очерци под заглавието „Първите норвежки крале“ (1875 г.).
През 1866 г. на Карлайл е предложено почетното място ректор на Единбургския университет; освен това място, той никога не е заемал никаква длъжност, оставайки през целия си живот само писател.
По време на френско-пруската война застава на страната на Прусия, като горещо подкрепя каузата ѝ в своите писма в „Times“, издадени и отделно през 1871 г.
Умира през 1881 г.

## Карлайл и нацизмът
Възгледите на Карлайл, както нееднократно са отбелязвали историците, предшестват възгледите на Хитлер и други фашистки идеолози. Например професор Чарлз Сароли в своята профашистка статия от 1938 г. „Бил ли е Карлайл първият нацист?“ се опитва да отговори утвърдително в списание „Anglo-German Review“:
| „ | Нацизмът не е германско изобретение, отначало той възниква зад граница и идва при нас именно оттам... Философията на нацизма, теорията на диктатурата са формулирани сто години преди това от великия шотландец на своето време – Карлайл, най-уважаваният от политическите пророци. Впоследствие идеите му са развити от Хюстън Стюарт Чембърлейн. Няма нито една основна доктрина на нацизма, на които е основана нацистката религия, която да не е била... при Карлайл или при Чембърлейн. Карлайл и Чембърлейн са духовните бащи на нацистката религия... Както Хитлер, Карлайл никога не е изменял на своята ненавист, на своето презрение към парламентарната система... Също като Хитлер, и Карлайл винаги е вярвал в спасителната добродетел на диктатурата. | “ |

Бертран Ръсел в книгата си „История на Западната философия“ (1946 г.) твърди: „Следващата стъпка след Карлайл и Ницше е Хитлер.“
Известният историк Мануел Саркисянц посвещава нашумялата си книга „Английските корени на германския фашизъм“ на влиянието на Карлайл върху развитието на нацистките идеи.

## Цитати
- „Природата не търпи лъжи.“
- „Любящото сърце е началото на познанието.“
- „Историята на света се гради от биографиите на великите.“
- „Всички революции са замислени от романтици, осъществяват се от фанатици, а плодовете им се ползват от отявлени негодници.“
- „Нашата главна задача е да не гледаме в мъглявото бъдеще, а да действаме сега, в посоката, която ни е ясна.“
- „Мисля, че великите хора приличат на гръмотевиците, родени от небето: другите хора ги очакват като носители на пламъка, на искрата, за да си вземат от тях и да запламтят в буен огън.“
- „Ако е истина, че Историята е Философия, която учи посредством Опита, то писателят, годен да съгради историята, е засега неизвестен. Сам по себе си Опитът би изисквал Всезнание, за да бъде записан, и то при условие, че Всемъдростта, необходима за Философията, която ще го тълкува, бъде налице за позовавания. Щеше да е добре, ако обикновените земни Историци позанижеха стремленията си, далеч по-подобаващи на Всезнанието, отколкото на човешката наука, и се постараеха само да обрисуват случилите се събития – макар че такова едно обрисуване би било в най-добрия случай равнозначно на нескопосно уподобяване, – признавайки за тайна неразгадаемата им същност, или с благоговейно упование, тъй различно от проповядванията на Философията, се надвесеха над загадъчните знаци на Оня, чиято диря пресича величавите дълбини на Времето и когото Историята наистина разкрива, ала не с оная яснота, с която във Вечността ще го разкрие всеобщата История.“
- „Човек дотолкова побеждава страха, доколкото е човек.“
- „Благословен е този, който е намерил подходящата за него работа.“
- „Човек е нещастен, защото в него живее безкрайното, което въпреки всички усилия той не може да погребе под временното.“

## Съчинения
- (1829) Signs of the Times. The Victorian Web
- (1833–34) Sartor Resartus. Project Gutenberg
- (1837) The French Revolution: A History. Project Gutenberg
- (1840) Chartism. Google Books
- (1841) On Heroes, Hero-Worship, and The Heroic in History. Project Gutenberg
- (1843) Past and Present. Project Gutenberg
- (1845) Oliver Cromwell's Letters and Speeches, with Elucidations, ed. Thomas Carlyle, 3 vol. (often reprinted).[4] Online version. Another online version Архив на оригинала от 2012-06-26 в Wayback Machine..
- (1849) "Occasional Discourse on the Negro Question", Fraser's Magazine (anonymous)
- (1850) Latter-Day Pamphlets. Project Gutenberg
- (1851) The Life of John Sterling. Project Gutenberg
- (1858) History of Friedrich II of Prussia. Index to Project Gutenberg texts
- (1867) Shooting Niagara: and After. Online Text Архив на оригинала от 2013-11-07 в Wayback Machine.
- (1875) The Early Kings of Norway. Project Gutenberg
- (1882) Reminiscences of my Irish Journey in 1849. Online text
- (1892) Lectures on the History of Literature

## За него
Списъкът е според годината на издаване
- John Nichol, Thomas Carlyle, Cambridge University Press, 1892.
- Hector Carswell Macpherson, Thomas Carlyle, Famous Scots Series, Oliphant, Anderson and Ferrier, 1896.
- Charles Frederick Harrold, Carlyle and German Thought: 1819–1834. New Haven: Yale University Press, 1934.
- Julian Symons, Thomas Carlyle: The Life and Ideas of a Prophet, New York: Oxford University Press, 1952.
- Fred Kaplan, Thomas Carlyle: A Biography. Berkeley: University of California Press, 1983.
- Chris Vanden Bossche, Carlyle and the Search for Authority, Columbus: Ohio State University Press, 1991.